# Оржицький заказник
О́ржицький зака́зник — гідрологічний заказник місцевого значення в Україні. Розташований у межах Оржицького району Полтавської області, біля села Онішки.
Площа 195 га. Статус надано згідно з рішенням облвиконкому № 671 від 28.12.1982 року. Перебуває у віданні Онішківської сільської ради.
Являє собою болотний масив у долині річки Оржиці.

## Галерея

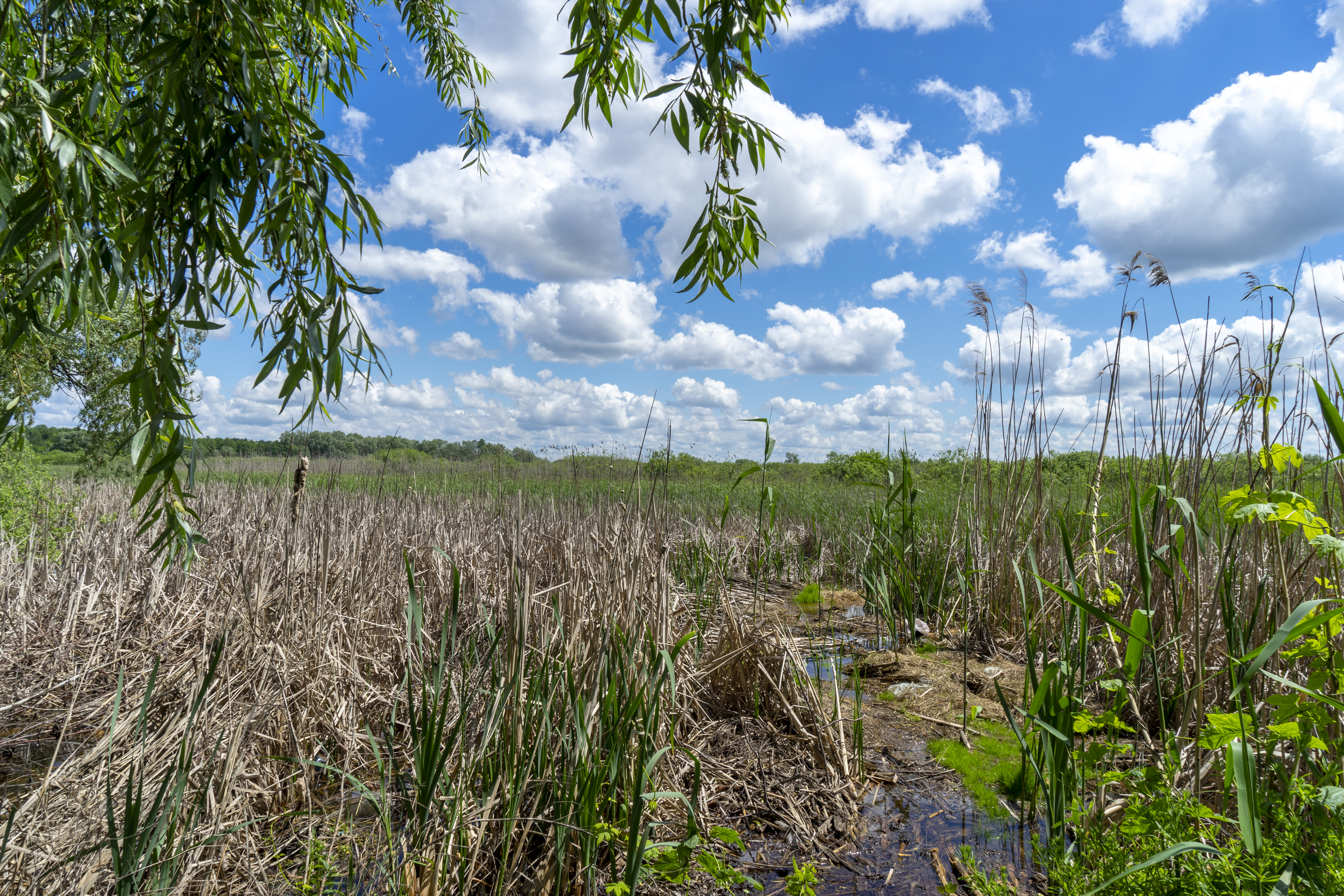
Біля с. Онишки
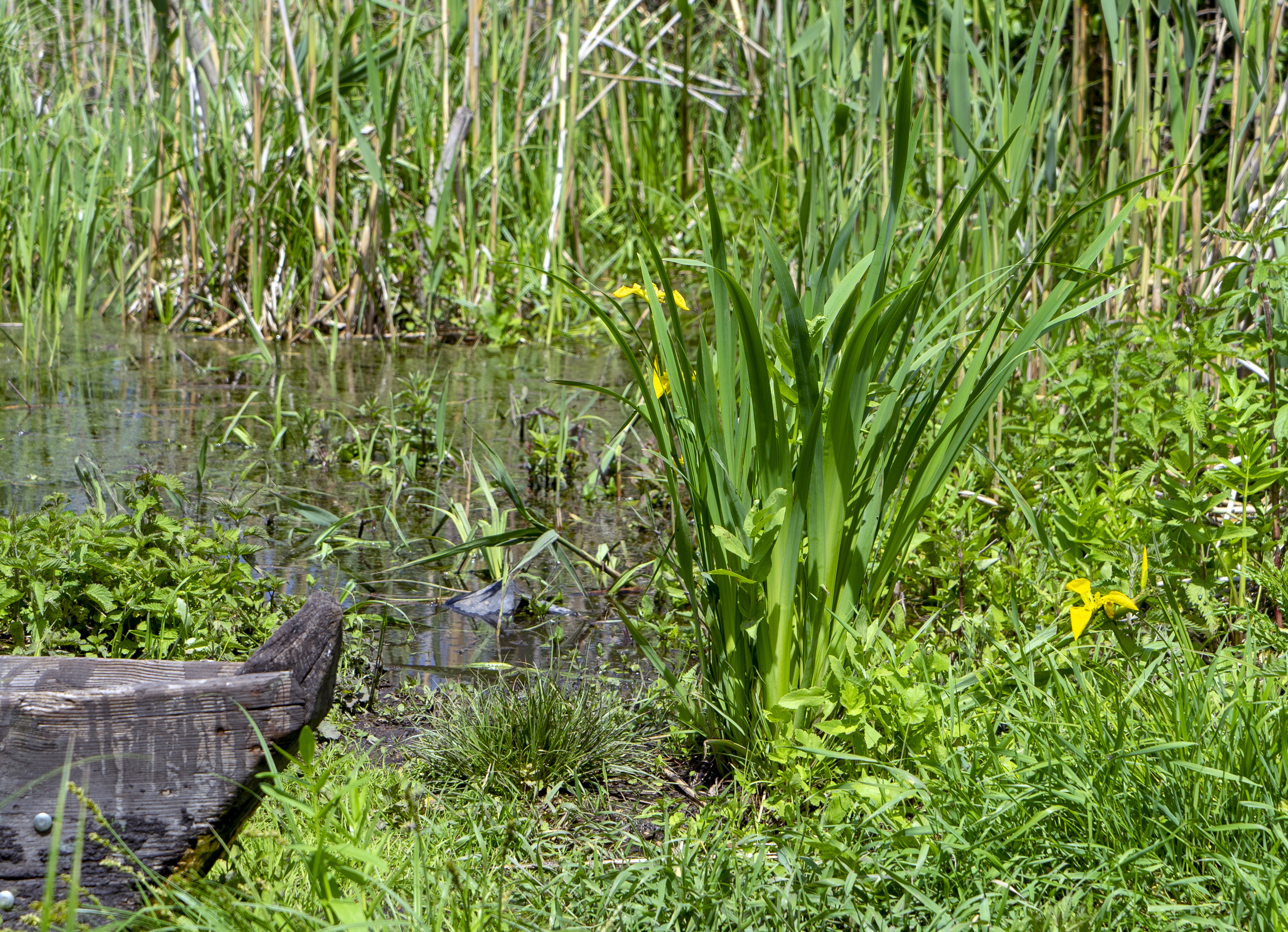
Півник болотяний
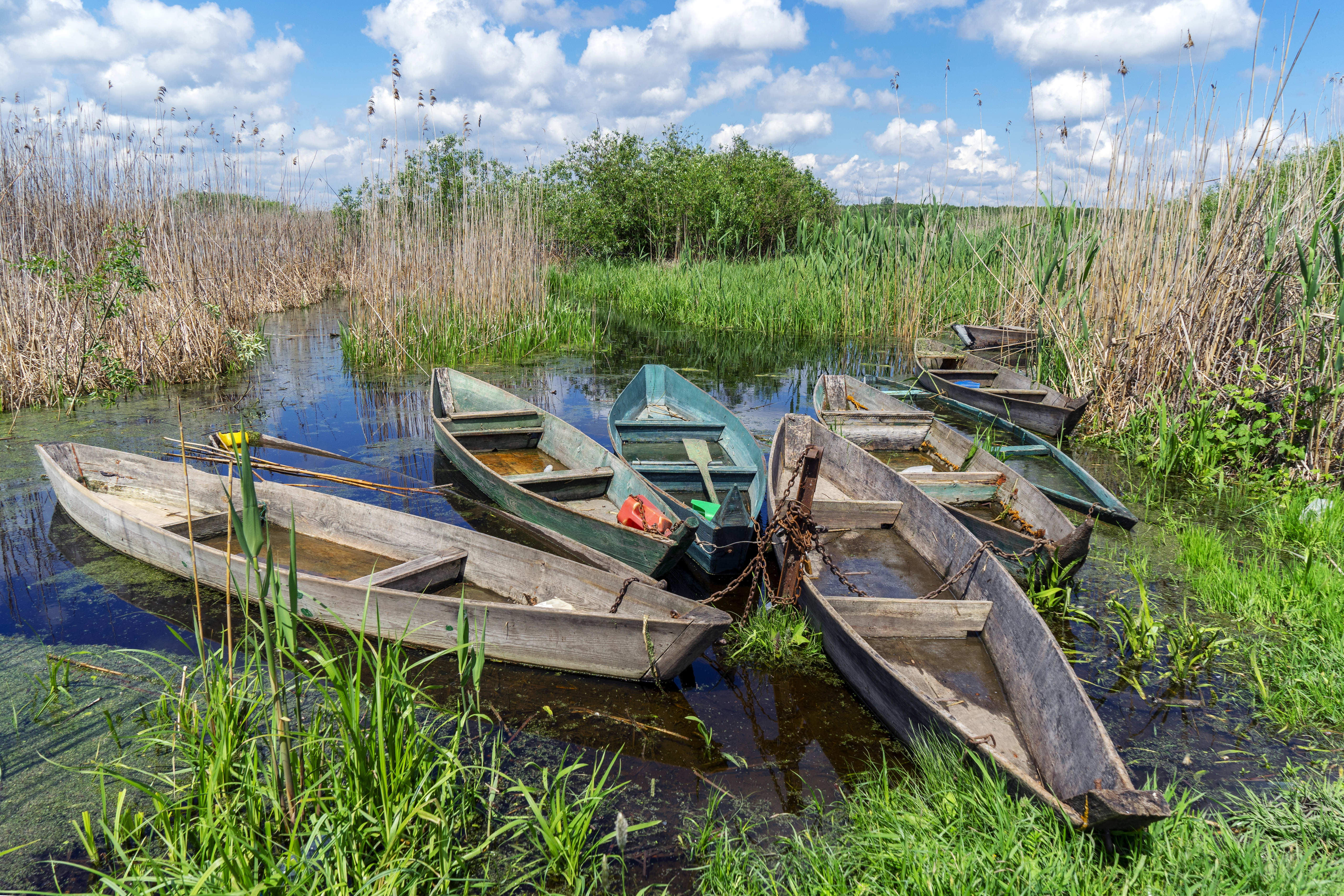
Стоянка човнів
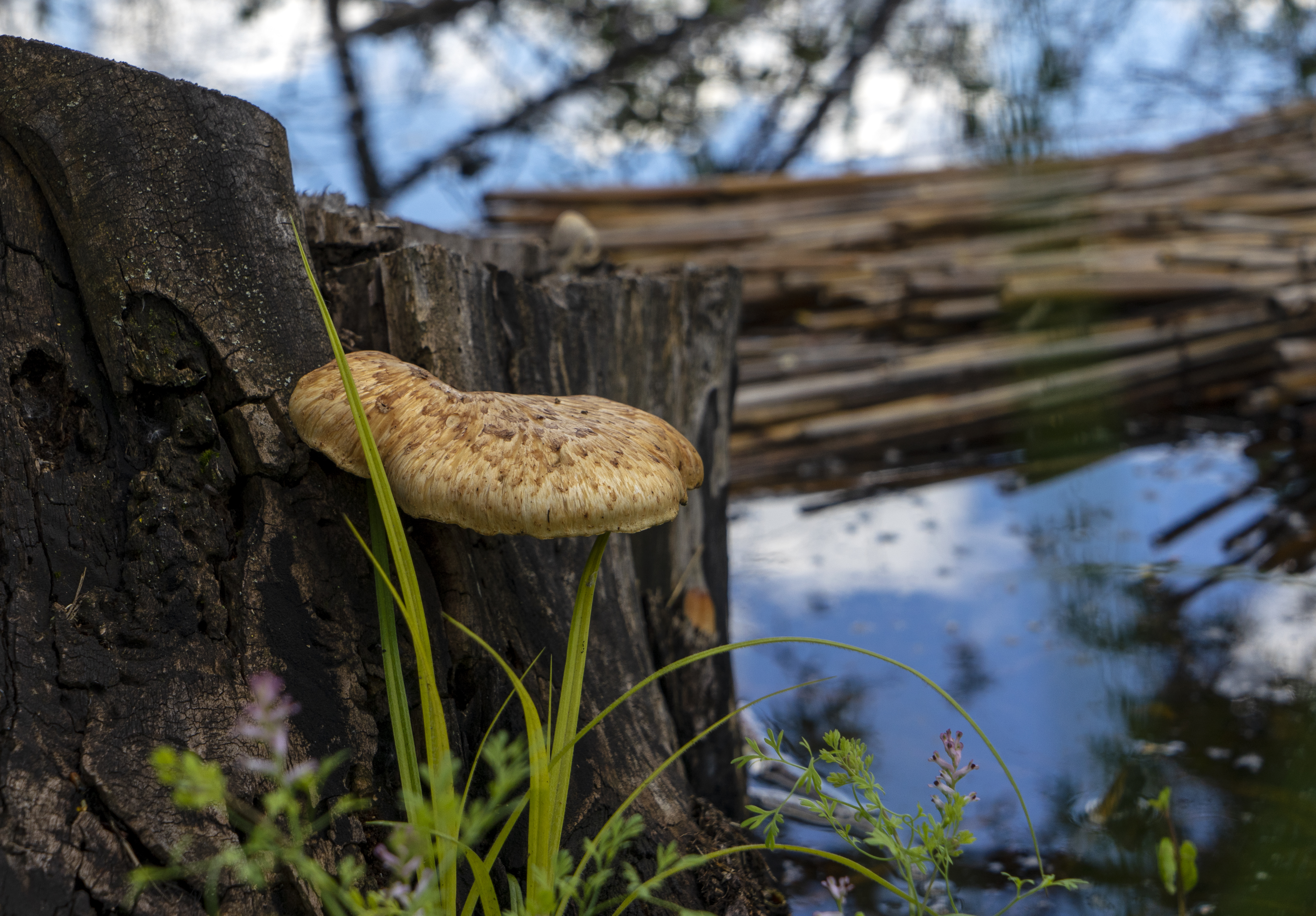
Оржицький гідрологічний заказник Трутовик лускатий